# Сцилакозух
Сцилакозух, или сцилякозух (Scylacosuchus orenburgensis) — примитивный хищный тероцефал позднепермской эпохи. Обнаружен в Оренбургской области в отложениях Ильинского субкомплекса (верхнетатарский подъярус), описан Л. П. Татариновым в 1968 году. Современник завроктона и пробурнетии. 

## Описание
Череп длинный, высокий в передней части, 2 пары верхних «клыков» (между двумя крупными клыками — пара более мелких зубов), 6—7 пар заклыковых зубов. Вторичное нёбо не развито. Длина черепа 21 см. Вместе с черепом обнаружены кости почти полного скелета. Вероятно, активный хищник и падальщик. Обычно относится к семейству пристерогнатид либо сцилакозаврид (наиболее примитивные тероцефалы), но в ряде классификаций сближается с вайтсиидами.